# Blastocladiaceae
Blastocladiaceae H.E. Petersen – rodzina grzybów należąca do rzędu pączkorostowców (Blastocladiales'', której typem nomenklatorycznym jest Blastocladia.

## Charakterystyka
Grzyby z rodziny Blastocladiaceae to przeważnie żyjące w środowisku wodnym saprotrofy, niekiedy pasożyty.

## Systematyka
Pozycja w klasyfikacji według Index Fungorum
Blastocladiales, Incertae sedis, Blastocladiomycetes, Incertae sedis, Blastocladiomycota, Fungi.
Według aktualizowanej klasyfikacji Index Fungorum bazującej na Dictionary of the Fungi do rodziny tej należą rodzaje:
- Allomyces E.J. Butler 1911
- Blastocladia Reinsch 1877
- Blastocladiopsis Sparrow 1950
- Clavochytridium Couch & H.T. Cox 193
- Microallomyces R. Emers. & J.A. Robertson 1974